# Brachyury
Brachyury — белок, который кодируется геном Т, эмбриональный транскрипционный фактор. Входит в семейство белков с Т-боксом, играет важную роль в эмбриогенезе трехслойных животных.

## История открытия
Мутацию brachyury у мышей описала французский генетик Надежда Добровольская в 1927 году. Гетерозиготы по этой мутацией имели укороченный хвост и крестцовый отдел позвоночника, тогда как гомозиготы погибали ещё до рождения. Название происходит от греческого βράχυς brachys — короткий, и ούρα oura — хвост. Мутация была доминантной, но Добровольская считала, что она связана с потерей функции белка, что и подтвердилось позже.
Белок клонирован в 1990 году. Это оказался эмбриональный транскрипционный фактор длиной в 436 аминокислотных остатков. Он присоединяется с помощью специальной последовательности на N-конце (Т-бокса) к регуляторной последовательности нуклеотидов ДНК TCACACCT.

## Функция

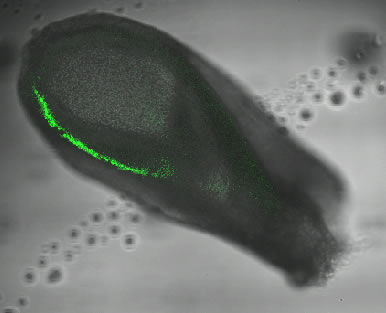
Экспрессия Brachyury у CD1-мышей на 7,5 день после оплодотворения

Ген транскрибируется у мышей в бластоцисте и при гаструляции. Белок определяет формирование центральной оси тела, хорды, мезодермы, бластопора.

## Распространение
Раньше считалось, что Т-ген имеется только у трехслойных животных. В дальнейшем гены с Т-боксом были найдены у кишечнополостных и губок. В 2010 году гомолог Т-гена был описан у амёб, а позже у многих одноклеточных, относящихся к группе Opisthokonta. Т-ген амёбы, который пересадили зародышу шпорцевой лягушки, был способен выполнять нужную функцию.

## Патология
Brachyury имеет высокий уровень экспрессии в некоторых раковых опухолях.